# ケンとカズ
『ケンとカズ』は、2016年に公開された日本映画。映画制作の専門学校を卒業後短編映画の制作を中心に活動してきた広島県三次市出身の映画監督・小路紘史が、ロッテルダム国際映画祭2012などに出品された2011年製作の同名の短編映画を自身初の劇場長編映画としてリメークし、2015年の第28回東京国際映画祭の日本映画スプラッシュ部門で作品賞を受賞、翌2016年7月30日より全国26館で公開された。覚醒剤密売を舞台に、裏社会で生きる男たちの狂気や哀しい運命を描く。全編96分。
カズ役の毎熊克哉は、監督の東京フィルムセンタースクールオブアート専門学校での同期生。撮影・照明の山本周平は監督のいとこ。

## ストーリー
悪友のケンとカズは自動車修理工場を隠れ蓑にして覚せい剤の売買で金を稼いでいた。しかし、ケンの彼女・早紀が妊娠した事によりケンはまっとうな人生を願うようになる。だが、反対にカズが販売ルートを増やそうとした事で、元締めのヤクザから目をつけられたケンは次第に追い詰められていく。

## キャスト
- ケン - カトウシンスケ
- カズ - 毎熊克哉
- 早紀 - 飯島珠奈
- テル - 藤原季節
- 藤堂 - 高野春樹
- 田上 - 江原大介
- 国広 - 杉山拓也
- 安倍 - 岡慶悟
- 木下 - 三原哲郎

## スタッフ
- 監督・脚本・編集：小路紘史
- プロデューサー：丸茂日穂、小路紘史
- 撮影・照明：山本周平
- 制作：原田康平、本多由美
- 音楽：岡出莉菜、MOKU
- メイク：俵あずさ
- 特殊メイク：森田優奈
- 録音：市川千裕、長谷川奈映
- 美術・衣装：尾身千寛
- 特別協賛：東京フィルムセンター映画・俳優専門学校
- 配給・宣伝：太秦
- 製作：「ケンとカズ」製作委員会（小路紘史、キッス・エンタテインメント、キューズファミリー、ニチホランド）

## 作品の評価
第28回東京国際映画祭にて個性が強く、独創性とチャレンジ精神に溢れるインディペンデント映画作品を紹介する「日本映画スプラッシュ」部門において作品賞を受賞し、審査員より「運命に翻弄されるふたりをシェイクスピアの様に描いた作品」と評された。
劇場公開にあたり映画監督の長谷川和彦は、「登場人物が、皆それぞれ固有のリアリティに満ち満ちているのに感心した」「覚醒剤密売に関わる最低最悪の人間たちが、何故か『愛おしく』なってしまう」「過剰なクローズアップカットの連打も決して上滑りせず、観る者を未知なる映画の世界に引っぱり込んでくれる」として、「必見の新作」と賛辞を表した。
劇場公開後は作品評価の高さから上映期間が2度延長されるなどロングラン上映となり、数々の映画賞を受賞している。

### 受賞歴
- 第28回東京国際映画祭 日本映画スプラッシュ部門 作品賞(2015)[5]
- 第57回日本映画監督協会新人賞（小路紘史）(2016)
- 2016年度新藤兼人賞 銀賞（小路紘史）(2016)
- 第71回毎日映画コンクール スポニチグランプリ新人賞（毎熊克哉）(2016)
- 第26回日本映画プロフェッショナル大賞 新人監督賞（小路紘史）(2017)[6]
- 第26回日本映画批評家大賞 新人監督賞（小路紘史）(2017)[7]
- 第31回高崎映画祭
  - 新進監督グランプリ（小路紘史）(2017)
  - 最優秀新進男優賞（カトウシンスケ、毎熊克哉）(2017)[8]
- おおさかシネマフェスティバル2017
  - ワイルドバンチ賞(2017)
  - 新人男優賞（毎熊克哉）(2017)

## 参考資料
- 第28回東京国際映画祭 | ケンとカズ
- ケンとカズ : 作品情報 - 映画.com
- ケンとカズ - 作品 - Yahoo!映画